# بگیل
بگیل در فرهنگ ترکی رب‌النوع شکار است. این رب‌النوع مرغی است که بعداً به‌صورت سیمرغ درآمده و پس از گاه سوم و شهادت خدای شهیدشونده به‌وجود می‌آید. بگیل مرزدار اهورامزدا بوده و در جریان دگردیسی به همان سیمرغ یا کرشفت مرغ تبدیل می‌شود.